# 緬因州議會大廈
緬因州議會大廈（英語：Maine State House）是美国缅因州议会的議事地點和州長的辦公場所，位於緬因州首府奧古斯塔。緬因州議會大廈修建於1829年至1832年。1909年至1910年，緬因州議會大廈進行了大規模擴建。

## 外部連結
- Visiting the State House, Plan Your Visit （页面存档备份，存于）
- A Brief History of the Maine State House
- Photo Gallery for the Maine state house （页面存档备份，存于）

44°18′26″N 69°46′54″W / 44.307237°N 69.781676°W